# Матар, Исмаил
Исмаил Матар Ибрагим Хамис Аль-Мухаини Аль-Джунайби (араб. إسماعيل مطر إبراهيم خميس الجنيبي‎; род. 7 апреля 1983, Абу-Даби) — эмиратский футболист, нападающий клуба «Аль-Вахда» и сборной ОАЭ.

## Биография
Исмаил Матар — воспитанник клуба «Аль-Вахда». Первая же игра в сезоне 2002/2003 была против «Аль-Джазиры», в которой он также забил свой первый гол за команду и в матче. Этот мяч сравнял счет в матче во втором тайме, но радость была недолгой, поскольку «Аль-Джазира» забил второй и победный матч. Матар продолжил свое блестящее присутствие в этом сезоне и забил 14 голов, так же он был назван лучшим молодым игроком «Эмарати» в Лиге Объединенных Арабских Эмиратов и вывел «Аль-Вахду» в Про-лигу ОАЭ, а также выиграл президентский кубок Эмиратов. Он был единственным игроком в этом сезоне, забившим в ворота Мухсина Мусабаха пять мячей, а именно: два мяча в первом раунде, два во втором раунде и гол в финале Кубка по пенальти.